# Klimat subpolarny
| Dsc Dsd |  | Dwc Dwd |  | Dfc Dfd |

Zasugerowano, aby zintegrować ten artykuł z artykułem klimat okołobiegunowy (dyskusja). Nie opisano powodu propozycji integracji.

Klimat subpolarny – strefa klimatyczna, w której w najcieplejszym miesiącu temperatura podnosi się do kilkunastu stopni Celsjusza powyżej zera. Na półkuli północnej obejmuje obszar północnej Europy, północnej Islandii oraz północnej i wschodniej Syberii, północnej Alaski i północnej Kanady. Na półkuli południowej obejmuje morski region zwany subantarktyką, w którym leży niewiele lądów.
W strefie subpolarnej występuje tundra, zbiorowisko roślinne tworzone przez mchy, porosty i krzewinki. Nie występują tam lasy.
W strefie subpolarnej panują duże różnice temperatur pomiędzy zimą a latem, występuje wieloletnia zmarzlina. Latem przeważają umiarkowane, a zimą arktyczne i antarktyczne masy powietrza. W południowej strefie subpolarnej obserwowana jest sezonowa zmiana przeważających wiatrów, zimą wiatry wieją z lądu antarktycznego, latem dominują zachodnie – morskie. Na oceanach występuje dużo pływających lodów i gór lodowych. Lata są tu chłodne i wilgotne, zimy zaś wietrzne i wilgotne. Na morzach częste mgły.
Północne wybrzeża Islandii, północno-wschodnia Europa oraz Półwysep Kolski i Kanin leżą w strefie klimatu okołobiegunowego, subpolarnego. Średnia miesięczna temp. najcieplejszego miesiąca nie przekracza tam 10 °C, natomiast suma roczna opadów waha się w granicach 250–350 mm. Najostrzejsze warunki klimatyczne panują w północnej części lądu europejskiego i na pobliskich wyspach Nowej Ziemi, Ziemi Franciszka Józefa i Svalbardzie. Zimy są tam bardzo długie i mroźne. Temperatura najcieplejszego miesiąca nie przekracza 0 °C. Sumy opadów są niewielkie, około 250 mm. Przez znaczną część roku utrzymuje się pokrywa śnieżna.
Islandia znajduje się na pograniczu stref klimatycznych: na północy klimat subpolarny, a na południu klimat umiarkowany chłodny morski. W części występowania klimatu subpolarnego średnie temperatury stycznia kształtują się na poziomie około 2 °C, a lipca +10 °C. Opady są tu znacznie niższe, a ich roczne sumy miejscami schodzą poniżej 450 mm (na wyspie Grímsey nawet poniżej 350 mm). Charakterystycznym zjawiskiem dla Islandii są silne wiatry.
Warunki terenowe oraz klimatyczne sprzyjają powstawaniu lodowców. Część z nich ma formę czasz lodowych, z których jęzory rozpływają się we wszystkich kierunkach. Granica wiecznego śniegu przebiega nisko: od 700 do 1400 m n.p.m. Obecnie lodowce zajmują pow. ok. 11 800 km² (11,5% pow. kraju), z czego 8300 km² przypada na największy z nich Vatnajökull. Do dużych czasz lodowych należą także: Langjökull (953 km²), Hofsjökull (925 km²), Mýrdalsjökull (596 km²) oraz Drangajökull (160 km²). Na przedpolu lodowców powstają wały morenowe, a wody polodowcowe tworzą sięgające czasem do samego wybrzeża rozległe pola sandrowe (np. Skeidhararsandur, Mýrdalssandur, Medallandssandur).